# Carlos Chávez (football)
Carlos Chávez (né et mort à des dates inconnues) est un joueur de football international uruguayen, qui évoluait au poste de milieu de terrain.

## Biographie

### Carrière en sélection
Avec l'équipe d'Uruguay, il est sélectionné entre 1956 et 1959 et joue notamment un match le 6 avril 1958 contre l'Argentine.
Il figure dans le groupe des sélectionnés lors des championnats sud-américains de 1956 et de 1959 (Équateur). La sélection uruguayenne remporte ces deux compétitions.

## Palmarès
Uruguay
- Championnat sud-américain (2) :
  - Vainqueur : 1956 et 1959 (Équateur).